# Szamossályi, Szabolcs-Szatmár-Bereg
Szamossályi  este un sat în districtul Fehérgyarmat, județul Szabolcs-Szatmár-Bereg, Ungaria, având o populație de 756 de locuitori (2011). 

## Demografie
Componența etnică a satului Szamossályi
     Maghiari (93,03%)
     Romi (3,72%)
     Ucraineni (1,55%)
     Necunoscut (0,77%)
     Alții (0,93%)
Componența confesională a satului Szamossályi
     Reformați (61,24%)
     Romano-catolici (3,44%)
     Greco-catolici (2,78%)
     Fără religie (1,72%)
     Necunoscută (30,42%)
     Atei (0,4%)
     Alte religii (1,46%)
Conform recensământului din 2011, satul Szamossályi avea 756 de locuitori. Din punct de vedere etnic, majoritatea locuitorilor (93,03%) erau maghiari, existând și minorități de romi (3,72%) și ucraineni (1,55%). Apartenența etnică nu este cunoscută în cazul a 0,77% din locuitori.  Din punct de vedere confesional, majoritatea locuitorilor (61,24%) erau reformați, existând și minorități de romano-catolici (3,44%), greco-catolici (2,78%) și persoane fără religie (1,72%). Pentru 30,42% din locuitori nu este cunoscută apartenența confesională.